# Jahir Ocampo
Jahir Ocampo Marroquín (12 gennaio 1990) è un tuffatore messicano.

## Biografia
Si è laureato in fashion design e marketing alla Universidad Anáhuac México Campus Norte di Città del Messico.
Ai campionati mondiali di nuoto di Barcellona 2013, in squadra con Rommel Pacheco, ha vinto la medaglia di bronzo nel concorso dei tuffi dal trampolino 3 metri sincro disputato alla Piscina municipale di Montjuïc.
E' allenato da Ma Jin.

## Palmarès
- Campionati mondiali di nuoto

Barcellona 2013: bronzo nel sincro 3m.
Fukuoka 2023: argento nella squadra mista.
Doha 2024: argento nella squadra mista.
- Coppa del Mondo di tuffi

Rio de Janeiro 2016: bronzo nel sincro 3m.
- Giochi panamericani

Toronto 2015: oro nel sincro 3m e argento nel trampolino 3m.